# Río del Medio (Potro)
El río del Medio es un curso natural de agua en la Región de Atacama que nace en la cordillera y fluye hacia el noroeste para vaciarse en la ribera oriental del río Potro  en la cuenca del río Copiapó.
(No debe ser confundido con el río del Medio (Pulido) curso superior del río Ramadillas, afluente del río Pulido)

## Historia
Luis Risopatrón lo describe en su Diccionario Geográfico de Chile (1924) sobre el río:: 909 
Medio (Rio del). Corre por entre barrancos i precipicios qué no permiten el tránsito, recibe en sus oríjenes el rio de Los Helados i afluye a la márjen E del rio del Potro, del de Pulido. 98, carta de San. Román (1892); 99, p. 91; 118, p. 130; 134; i 156.